# Era Artiga de Lin
Era Artiga de Lin és un espai natural protegit que es troba als municipis d'Es Bòrdes i Vielha, a la comarca de la Val d'Aran.

## Espai Natural
L'Espai Natural d'Era Artiga de Lin és un molt bon representant de l'extrem més occidental del Pirineu català, amb la millor mostra de processos i dinàmiques fluvials de tot el vessant septentrional del Pirineu i estètics paisatges d'alta muntanya. Conté extenses àrees supraforestals i amplis boscos ben conformats, que acullen espècies de fauna montanes i subalpines molt interessants, entre les quals cal esmentar l'os bru. És el punt de naixement del riu Joeu.

### Declaració, planificació i gestió
L'Espai Natural Protegit de l'Era Artiga de Lin va ser incorporat al PEIN pel Decret 328/1992, pel qual s'aprova el PEIN. Aquest espai va ser declarat per primera vegada com a LIC l'any 2003 i com a Zona d'especial protecció per a les aus (ZEPA) l'any 2003 i, posteriorment, va ser ampliat com a espai Natura 2000 únicament per la ZEPA mitjançant l'Acord del Govern 112/2009 de 16 de juny, que aprova la xarxa Natura 2000 a Catalunya
Així mateix, mitjançant el Pla especial es va realitzar la seva delimitació definitiva. Aquest pla complementa també el règim normatiu bàsic de protecció establert pel PEIN amb determinacions específiques per a aquest espai.

### Aspectes socioeconòmics
En aquest espai, hi tenen lloc aprofitaments silvícoles, així com dels prats i les pastures de les parts altes (vaca bruna dels Pirineus i ovella tarascona aranesa). Els usos turístics i recreatius també són remarcables, sobretot els mesos d'estiu. També es duen a terme aprofitaments hidroelèctrics en aquest Espai natural protegit (canalització forçada d'aigua fins a la central de Benós). Hi ha un camí d'accés al refugi d'Artiga de Lin, així com diverses pistes forestals que accedeixen al bosc.
- Reserva nacional de caça i zones de caça controlada: zona de caça controlada - superfície: 94,51%
- Catàleg d'utilitat pública: el 32,36% de la superfície figura en el Catàleg de forests d'utilitat pública (CUP) o té algun tipus de conveni amb ajuntaments o particulars.

Usos del sòl: 
- Vegetació arbustiva i herbàcia - 50,23%
- Boscos - 30,54%
- Roques, tarteres, glaceres, coves - 19,10%
- Aigües continentals - 0,13%[1]

### Medi físic
Espai format per una vall tancada per tots cantons i només oberta al nord (el Joeu), amb un relleu trencat i amb forts pendents. Per la seva situació geogràfica i orientació, aquesta vall fa de transició entre el Baish i Naut Aran. La capçalera i les parts més enlairades d'aquest espai entren en contacte amb les properes muntanyes Maleïdes, que constitueix un paisatge típic de l'alta muntanya del Pirineu central, mentre que les parts baixes de la vall són un bon exemple típic del paisatge del Baish Aran. Cal ressenyar la gran importància dels processos de geodinàmica fluvial i càrstica que experimenten els nombrosos torrents i rierols de la vall. Entre els més significatius, cal esmentar el sistema càrstic del forat d'Aigualluts-Ulls d'Eth Joèu (catalogat com a geòtop d'interès). Aquest sistema és el responsable d'un important transvasament d'aigües del vessant mediterrani al vessant atlàntic, que constitueix l'aportació hídrica més important de la capçalera del riu Garona.

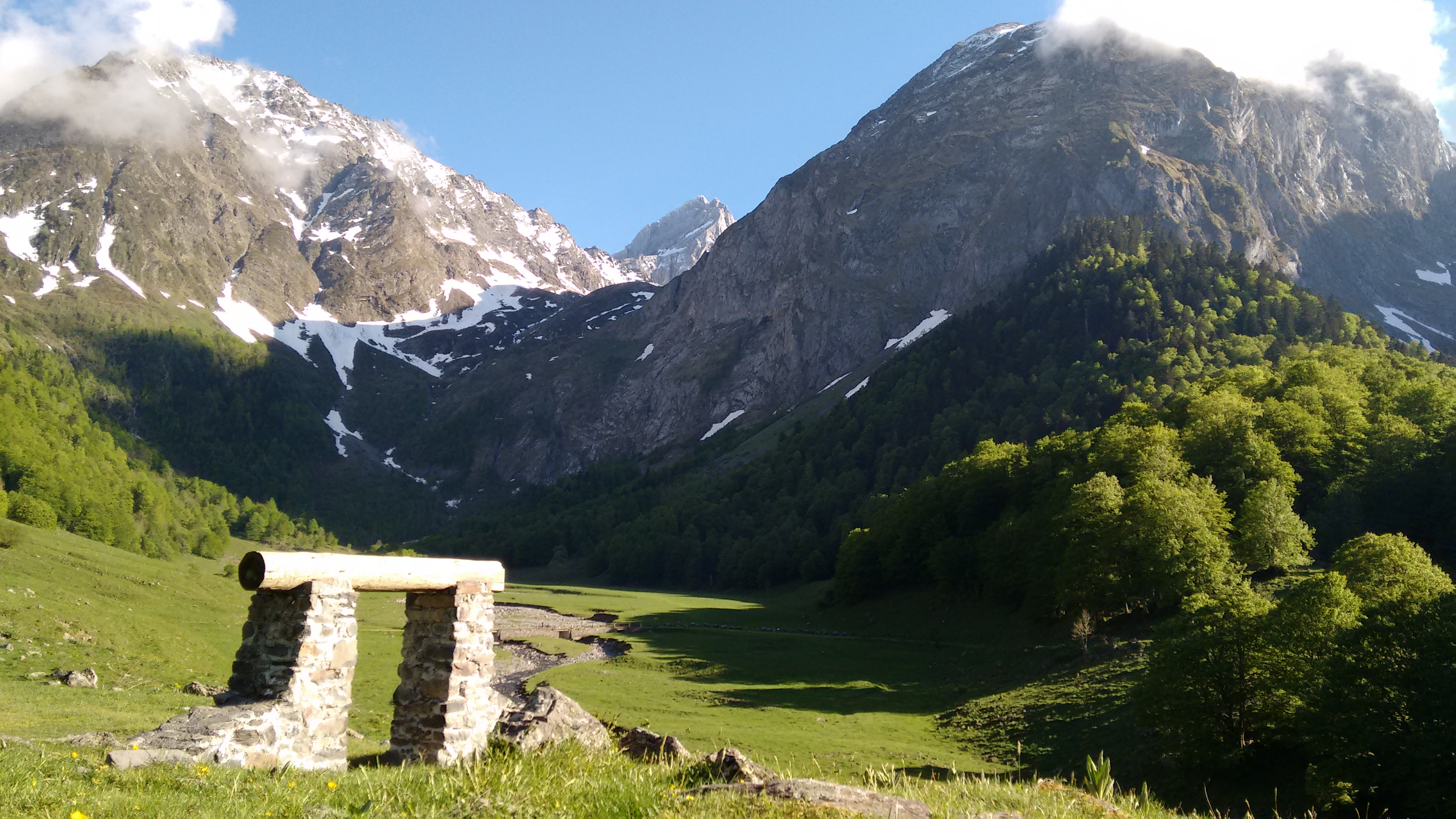
La vall d'Artiga de Lin
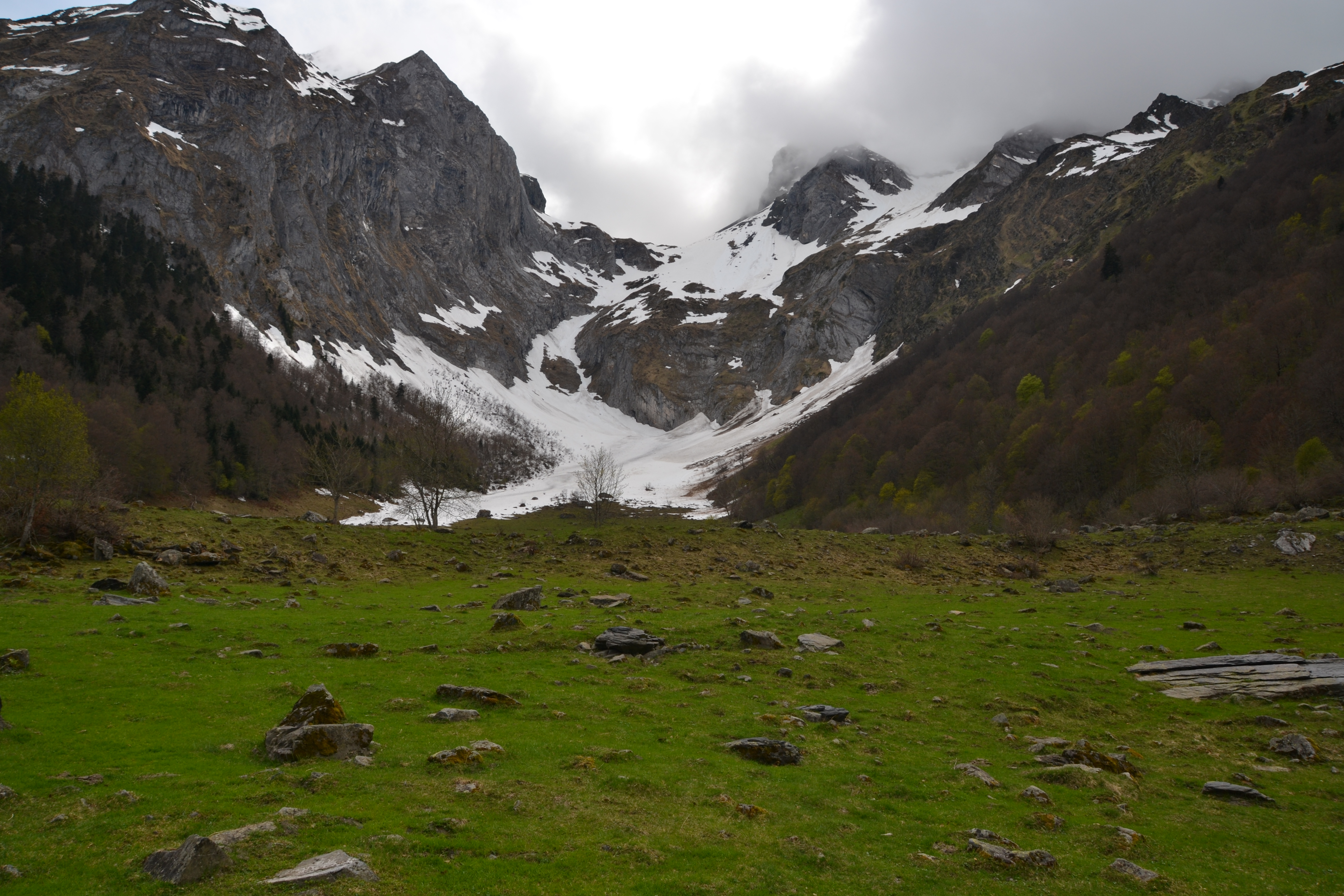
Còth deth Hòro a Artiga de Lin
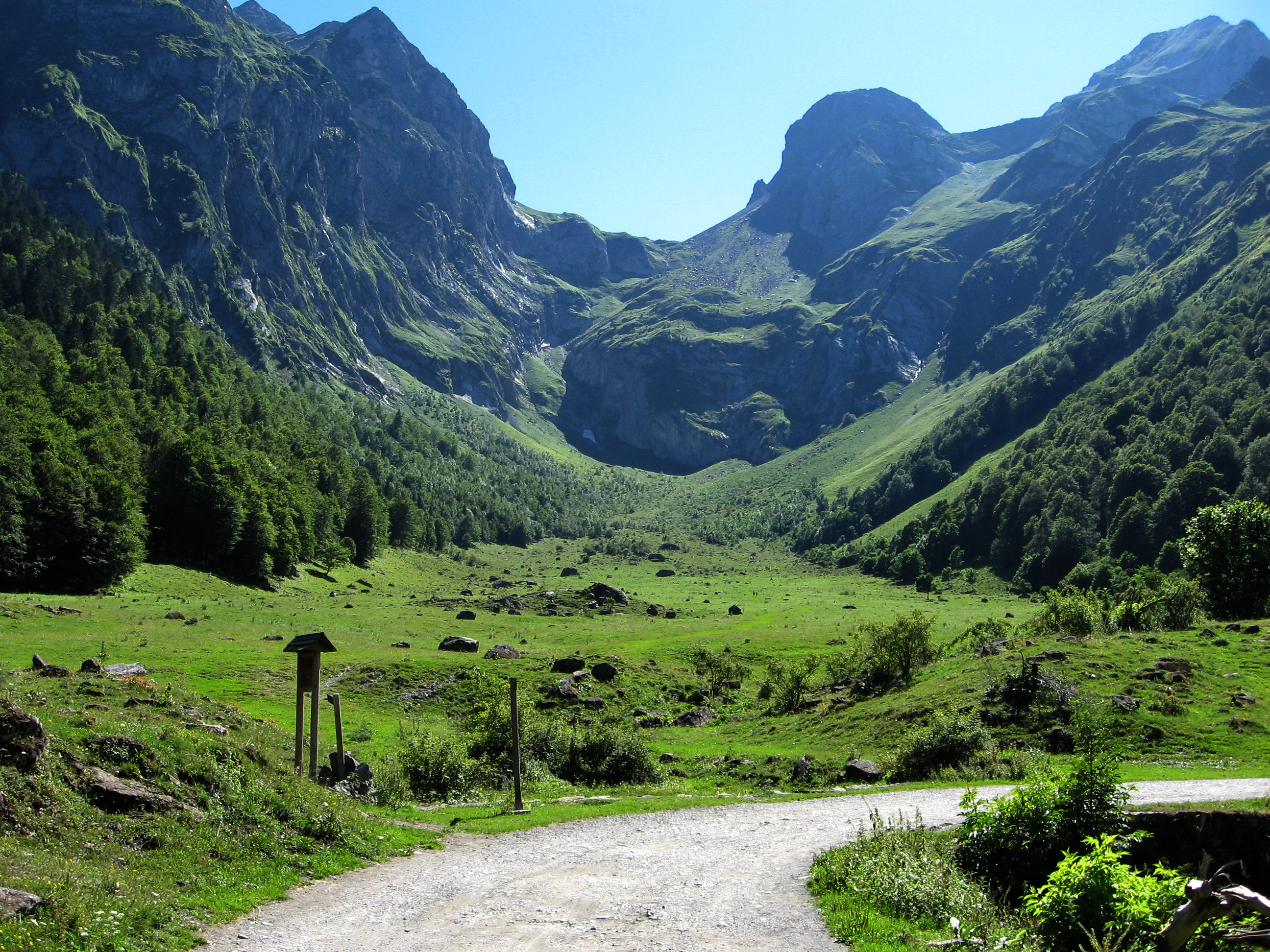
Era Artiga de Lin i Eth Portillon
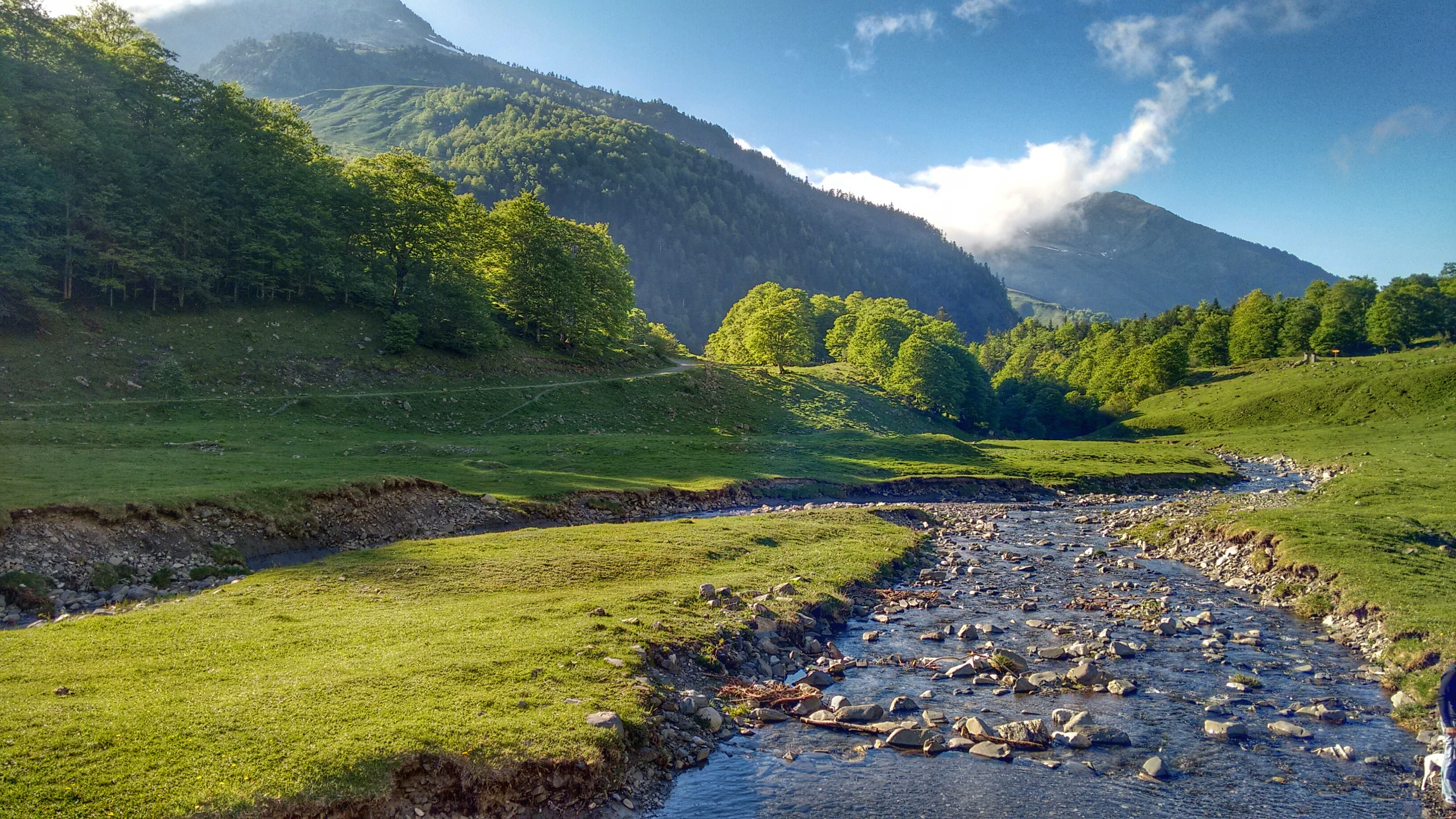
El riu Joeu a la vall d'Artiga de Lin

Els processos glacials i periglacials han tingut molta importància en el modelat del relleu. La vall d'Era Artiga de Lin, d'origen glacial amb característic perfil en “U”, es perllonga per sota dels antics circs glacials.
- Impacte: es produeix una forta afluència turística al refugi d'Artiga de Lin i rodalia, sobretot a l'estiu, que pot produir certes molèsties a la fauna. Aquesta afluència turística és molt intensa i està concentrada en indrets concrets.
- Vulnerabilitat natural: en algunes àrees localitzades hi ha cert risc geològic, que se centra, principalment, en el curs del riu Joèu, amb fenòmens de diversa magnitud.[1]

### Vegetació i flora
La baixa vall d'Era Artiga de Lin, oberta als vessants atlàntics, presenta encara la zonació típica d'aquestes muntanyes, amb un paisatge típic del Baish Aran: rouredes acidòfiles de roure martinenc i roure de fulla gran (Quercion pubescenti-petraeae), fagedes (Fagion-Sylvaticae) amb joliu i el·lèbor verd, boscos mixts de caducifolis com el freixe (Fraxino-Carpinion), avetoses (Goodyero-Abietetum), salzedes subalpines (Salicion pentandrae), etc. Algunes d'aquestes formacions forestals són les representants més esponeroses de tot Catalunya. Els cims culminars formen una característica alineació nord-sud que tanca la vall i correspon ja a extenses àrees supraforestals pròpies del país dels prats alpins (Festucion supinae). En diverses comunitats vegetals, cal esmentar la riquesa de la flora criptogàmica, especialment per l'abundància d'epífits muscinals i la representativitat i diversitat d'espècies atlàntiques de fongs.

### Fauna
Els sistemes naturals d'Era Artiga de Lin es caracteritzen per l'excepcional diversitat i riquesa faunística. Gran part de la fauna aranesa hi queda ben representada, com es desprèn del fet que l'os bru (Ursus arctos) encara hi visqui eventualment. Els elements de la fauna alpina i subalpina hi són molt ben representats, així com els associats a les formacions de caràcter atlàntic, amb una fauna de característiques medioeuropees i, fins i tot, alguns elements mediterranis. Des del punt de vista dels micromamífers, com qualsevol altre rierol tributari de la Garona, són també importants els hàbitats aquàtics, ja que hi habita la musaranya pirinenca d'aigua (Neomys fodiens). En els prats subalpins, s'hi poden trobar rosegadors molt singulars, com la rata talpera (Arvicola terrestris).
Determinades espècies com, per exemple, el gall fer (Tetrao urogallus), viuen en boscos de caducifolis, cosa extraordinàriament rara en altres punts dels Pirineu. Altres espècies forestals d'interès són, per exemple, el mussol pirinenc (Aegolius funereus). A les zones subalpines culminars, també s'hi pot trobar la perdiu xerra (Perdix perdix). Per la seva diversitat o singularitat, és d'un gran interès la fauna invertebrada i, en concret, els artròpodes que presenten en aquest espai una de les àrees amb més diversitat del Pirineu central. Així, hom hi troba diverses espècies d'heteròpters, molt rares a la resta de Catalunya i a la península Ibèrica, i nombroses espècies pirinenques de mol·luscs molt rares al nostre territori (Acicula clupuyii, Chondrina bigorriensis). En aquest Espai d'Interès Natural, també s'hi troben espècies interessants de lepidòpters, com ara Maculinea arion, Parnassius apollo o Parnassius mnemosyne.